# Andrej Aljakseevič Raŭkoŭ
Andrej Aljakseevič Raŭkoŭ (in bielorusso Андрэй Аляксеевіч Раўкоў?; Revyaki, 25 giugno 1967) è un generale e politico bielorusso Ministro della Difesa della Bielorussia dal 27 novembre 2014 al 20 gennaio 2020, è Segretario di Stato del Consiglio di Sicurezza della Bielorussia in carica dal 20 gennaio 2020.

## Biografia
Nel 1984, Ravŭkoŭ si laureò alla scuola militare di Minsk "Suvorov". Nel 1988, si laureò con gli onori alla scuola di alto comando militare di Mosca. Durante la sua carriera divenne da prima comandante di un plotone e poi di un battaglione. Nel 1999, si laureò con una medaglia d'oro all'accademia di comando e di stato maggiore bielorussa.
Nel 2005, si è laureato con onore all'accademia militare dello stato maggiore generale delle Forze armate della Federazione Russa ed è stato nominato comandante della 103ª brigata mobile separata della guardia. Dal 2006 al 2012 ha servito come capo del dipartimento delle operazioni- vice-capo dello stato maggiore del comando operazionale ovest e capo dello stato maggiore- vice-comandante del comando operazionale del nord-ovest.
Nel 2012, è stato eletto al consiglio regionale dei deputati di Minsk per Barysaŭ.